# Düzcealan, Tatvan
Düzcealan là một xã thuộc huyện Tatvan, tỉnh Bitlis, Thổ Nhĩ Kỳ. Dân số thời điểm năm 2011 là 140 người.